# Регесбостель
Регесбостель (нім. Regesbostel) — громада в Німеччині, розташована в землі Нижня Саксонія. Входить до складу району Гарбург. Складова частина об'єднання громад Голленштедт.
Площа — 16,27 км2. Населення становить 1075 ос. (станом на 31 грудня 2021).